# Jaeden Martell
Jaeden Martell, született Jaeden Lieberher néven (Philadelphia, 2003. január 4. –) amerikai színész.
Bill Denbrough gyermekkori énjének szerepében tűnt fel a Stephen King azonos című regénye alapján készült Az (2017) és Az – Második fejezet (2019) című filmekben.

## Élete és pályafutása
Martell 2003. január 4-én született a pennsylvaniai Philadelphiában, Wes Lieberher los angeles-i konyhafőnök és Angela Teresa Martell fiaként. Anyai nagyanyja, Chisun Martell koreai származású. Nyolcéves koráig Dél-Philadelphiában élt, majd Los Angelesbe költözött.
Pályafutása első hat évében szinte kizárólag a családi nevén, Lieberher néven szerepelt. 2019-ben felvette édesanyja leánykori nevét, a Martellt.

## Filmográfia

### Film
| Év   | Magyar cím                 | Eredeti cím                                    | Szerep                  | Magyar hang        |
| ---- | -------------------------- | ---------------------------------------------- | ----------------------- | ------------------ |
| 2013 |                            | Grief (rövidfilm)                              | gyermek                 |                    |
| 2014 | St. Vincent                | St. Vincent                                    | Oliver Bronstein        | Pál Dániel Máté    |
| 2014 | A szerelem markában        | Playing It Cool                                | Én hatévesen            | Pál Dániel Máté    |
| 2015 | Aloha                      | Aloha                                          | Mitchell Woodside       | Pál Dániel Máté    |
| 2015 |                            | Framed: The Adventures of Zion Man (rövidfilm) | Walter                  |                    |
| 2016 | Éjféli látomás             | Midnight Special                               | Alton Meyer             | Pál Dániel Máté    |
| 2016 | Kalandos hétvége           | The Confirmation                               | Anthony                 | Straub Martin      |
| 2017 | Henry könyve               | The Book of Henry                              | Henry Carpenter         | Tóth Márk          |
| 2017 | Az                         | It                                             | Bill Denbrough          | Bauer Gergő        |
| 2019 | Téli menedék               | The Lodge                                      | Aidan Hall              | Kálmán Barnabás    |
| 2019 | Apály                      | Low Tide                                       | Peter                   | Nagy Gereben       |
| 2019 | A farkasfiú igaz története | The True Adventures of Wolfboy                 | Paul                    | Pál Dániel Máté    |
| 2019 | Az – Második fejezet       | It Chapter Two                                 | Bill Denbrough fiatalon | Bauer Gergő        |
| 2019 | Tőrbe ejtve                | Knives Out                                     | Jacob Thrombey          | Pál Dániel Máté    |
| 2022 | Metal Lords                | Metal Lords                                    | Kevin Schlieb           | Nagy Gereben       |
| 2022 | Harrigan úr telefonja      | Mr. Harrigan's Phone                           | Craig                   | Nagy Gereben       |
| 2024 |                            | Y2K                                            | Eli                     |                    |
| 2024 | Amikor leszáll az éj       | Arcadian                                       | Joseph                  | Berecz Kristóf Uwe |

### Televízió
| Év        | Magyar cím       | Eredeti cím     | Szerep               | Megjegyzések          |
| --------- | ---------------- | --------------- | -------------------- | --------------------- |
| 2015      | Amerikai fater   | American Dad!   | több szereplő hangja | 1 epizód              |
| 2015–2016 |                  | Masters of Sex  | Johnny Masters       | 11 epizód             |
| 2020      | Jacob védelmében | Defending Jacob | Jacob Barber         | főszereplő (8 epizód) |
| 2021      | Hívások          | Calls           | Justin (hangja)      | 1 epizód              |
| 2023      | Harriet, a kém   | Harriet the Spy | Chuck (hangja)       | 1 epizód              |
| 2023      | Barry            | Barry           | idősebb John Berkman | 1 epizód              |